# مری کارسون برکینریج
مری کارسون برکینریج (انگلیسی: Mary Carson Breckinridge؛ ۱۷ فوریه ۱۸۸۱ – ۱۶ مهٔ ۱۹۶۵) ماما و پرستار اهل ایالات متحده آمریکا بود که سازمان «خدمات پرستاری سرحدی» را پایه‌گذاری کرد. این سازمان خدمات جامع پزشکی-پرستاری را به مناطق دوردست کوهستانی ایالت کنتاکی ارائه می‌کرد. علاوه بر آن، این سازمان خدمات خود را در مناطق محروم و دور از جاده و راه‌آهن ارایه می‌کرد که از طریق اسب و قاطر قابل دسترسی بود. او خدمات خود را بر پایهٔ الگوی کشورهای اروپایی ارائه می‌کرد و با آنکه کارهایش سبب کاهش شدید مرگ و میر مادران و نوزادان در منطقهٔ آپالاشیا شد، اما مدل پرستاری-مامایی‌اش هرگز در ایالات متحده آمریکا فراگیر نشد.: 501–02 
نام وی در سال ۱۹۹۵ میلادی در فهرست تالار ملی مشاهیر زن قرار گرفت.